# Mežno
Mežno (in lingua russa Межно) è una città della Russia, sul fiume Oredež, nell'Oblast' di Leningrado.
La città fu fondata nel 1499.